# Петрушківська сільська рада (Києво-Святошинський район)
| Петрушківська сільська рада — колишній орган місцевого самоврядування у Києво-Святошинському районі Київської області з адміністративним центром у с. Петрушки. Сільській раді підпорядковані населені пункти: - с. Петрушки |

## Склад ради
Рада складається з 12 депутатів та голови.

### Керівний склад ради
| ПІБ                        | Основні відомості                                                                             | Дата обрання | Дата звільнення |
| -------------------------- | --------------------------------------------------------------------------------------------- | ------------ | --------------- |
| Мальований Юрій Михайлович | Сільський голова, 1953 року народження, освіта, член Всеукраїнського об'єднання 'Батьківщина' | 26.03.2006   | 31.10.2010      |
| Никодюк Любов Павлівна     | Сільський голова, 1953 року народження, освіта середня спеціальна, позапартійна               | 31.10.2010   |                 |

Примітка: таблиця складена за даними джерела